# UBS

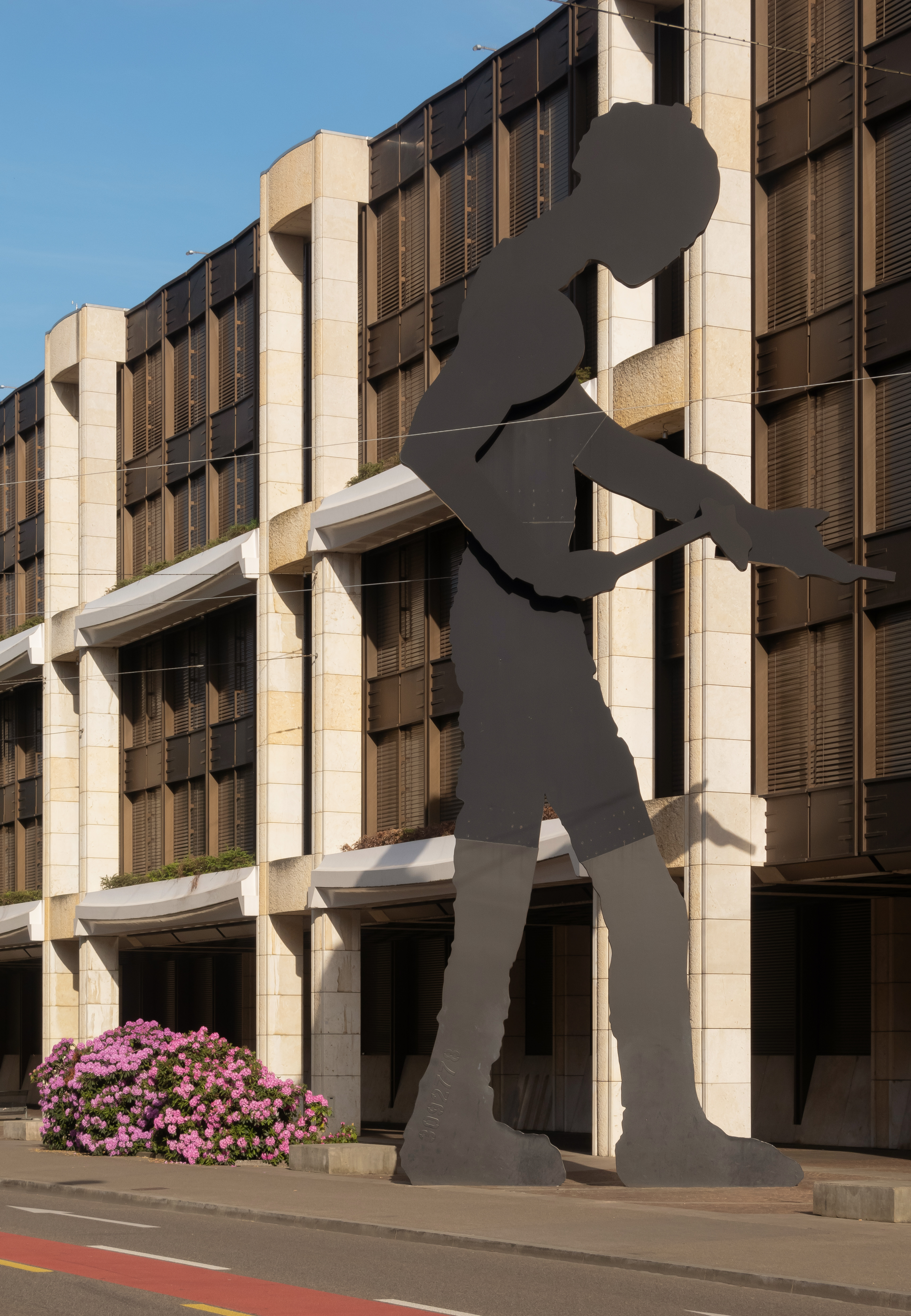
Basilea, la escultura cinética frente al UBSbank en Aeschenplatz

UBS AG es una sociedad suiza de servicios financieros con sede en Zúrich, en Suiza. Es un banco privado y un banco de inversión. Es uno de los mayores gestores de activos del mundo y pertenece al grupo de los 29 principales bancos clasificados por el Consejo Internacional de Estabilidad Financiera (FSB) como instituciones financieras de importancia sistémica. Por lo tanto, está sujeta a una supervisión especial y a unos requisitos de adecuación del capital más estrictos. Los orígenes de UBS se remontan al año 1856, cuando seis bancos privados fundaron un consorcio que controlaba todos los bancos miembros, mientras que el nombre de la sociedad proviene de la abreviación de Unión de Bancos Suizos (UBS), acrónimo que dejó de tener sentido en 1998, cuando el banco se fusionó con la Sociedad de Bancos Suizos y UBS se convirtió en el nombre actual de la empresa.

## Estructura corporativa
UBS es una sociedad por acciones y sus títulos accionarios están listados en la SIX Swiss Exchange y en la bolsa de Nueva York (NYSE). Consta de 300 sucursales ubicadas en 50 países del mundo. El 34% de sus 66.888 empleados trabaja en Suiza, el 34% en América, el 18% en Europa, Oriente Medio y África y el 14% en la región Asia-Pacífico. 

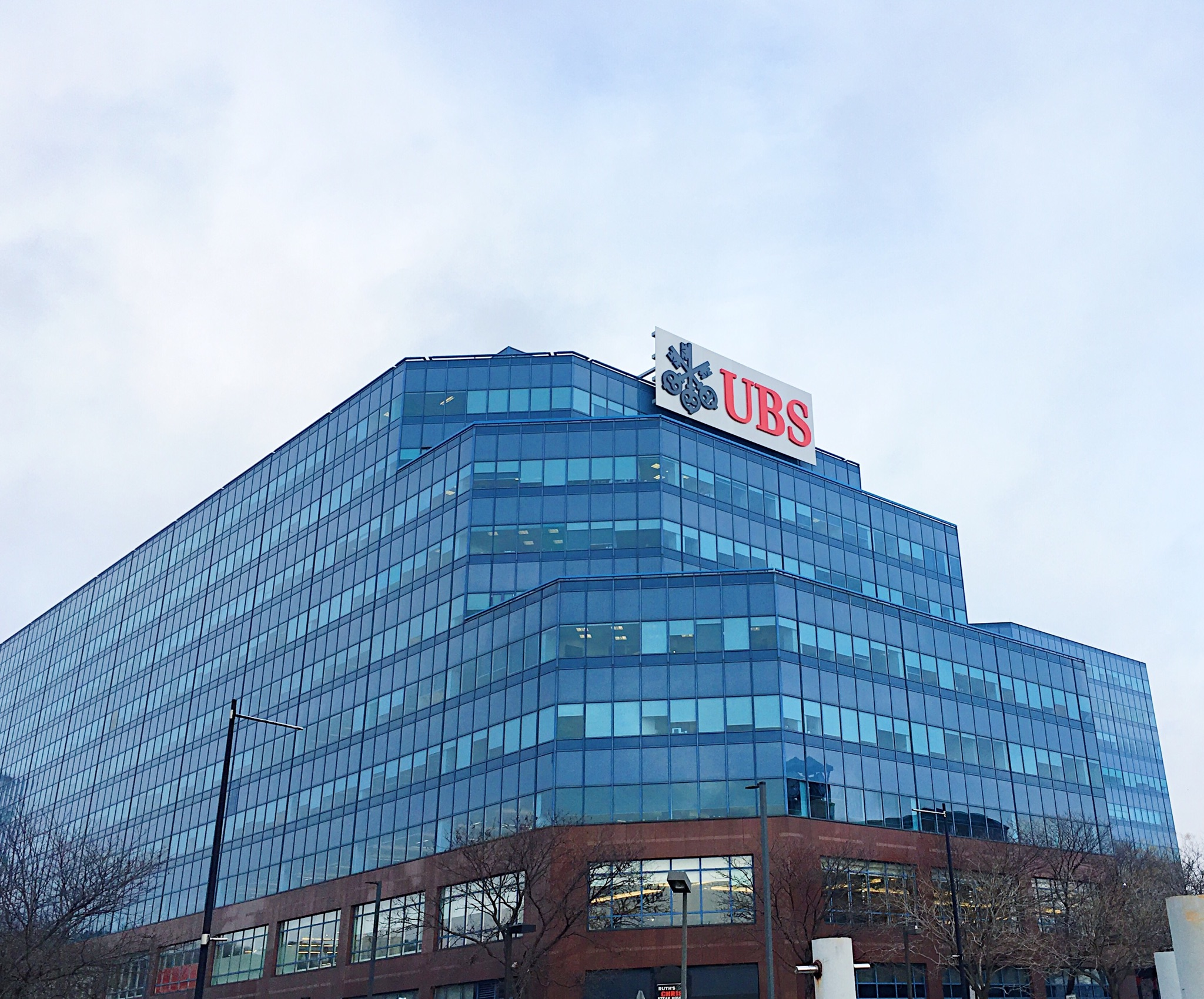
Oficinas centrales de la división UBS Wealth Management Americas en Weehawken (Nueva Jersey)

Los principales servicios financieros ofrecidos por UBS Group AG son: (i) la gestión de riquezas privadas (wealth management), (ii) la banca de inversión (investment banking) y (iii) la gestión de activos (asset management). En Suiza, UBS es uno de los bancos líderes en los servicios de banco minorista y comercial, único país donde UBS ofrece estos servicios. En 2018, el monto total de sus activos en gestión se elevaba a CHF 958 millardos, con una capitalización en bolsa de CHF 45.907 millardos y con CHF 53.723 millardos de fondos propios.
Desde el 10 de junio de 2014, UBS Group AG es la sociedad matriz de UBS y maneja el 96.68% de sus títulos accionarios, mientras que el 3.32% de la sociedad está controlado por accionistas minoritarios. El 14 de enero de 2015, la vieja sociedad UBS eliminó sus títulos de la bolsa de Nueva York (NYSE) y pidió su eliminación también de la SIX Swiss Exchange.
La estructura corporativa de UBS Group AG consta de cuatro órganos principales y de un Corporate Center:
| Corporate Center | Global Wealth Management | Personal & Corporate Banking | Asset Management | Investment Bank |
| ---------------- | ------------------------ | ---------------------------- | ---------------- | --------------- |

### Global Wealth Management
UBS Wealth Management ofrece asesoramiento para la acumulación, la gestión, la preservación y la transmisión del patrimonio de sus clientes, ofrece servicios de family offices y servicios para empresas. UBS es una de las mayores gestoras de activos del mundo. A partir de 2018, UBS gestiona la mayor cantidad de riqueza privada del mundo, contando aproximadamente con la mitad de los multimillonarios del mundo entre sus clientes. Además, UBS ofrece valores y productos de ahorro respaldados por las actividades de suscripción e investigación de la empresa, así como servicios de ejecución de órdenes y compensación para transacciones originadas por inversores individuales. El negocio está dividido geográficamente con negocios separados enfocados en los EE. UU. y otros mercados internacionales. 
Con sede en Suiza, UBS Wealth Management está presente en más de 40 países con aproximadamente 190 oficinas (100 de ellas en Suiza). A finales de 2018, Global Wealth Management empleaba a unas 23.600 personas en todo el mundo. En Suiza, la gama de productos de UBS es aún más amplia que la internacional, con cheques, depósitos de ahorro, tarjetas de crédito y productos hipotecarios para particulares, así como gestión de efectivo y banca comercial para pequeñas empresas y clientes corporativos. 
Los principales competidores de UBS en esta área de actividad son Bank of America, Credit Suisse, Morgan Stanley, JP Morgan Chase, Wells Fargo y Charles Schwab.

### UBS Personal & Corporate Banking
Esta división propone productos y servicios financieros para clientes minoristas, corporativos e institucionales en Suiza. El banco suizo opera en el mercado de préstamos, ofrece cuentas de efectivo, pago, soluciones de ahorro y de jubilación, fondos de inversión, hipotecas residenciales y servicios de asesoría. UBS mantiene una posición de liderazgo en el mercado de préstamos minoristas y corporativos en Suiza; de hecho, presta servicios a uno de cada tres fondos de pensiones, a más del 85% de las 1.000 empresas suizas más grandes y al 85% de los bancos que residen en el país. En 2014, 2017, 2018 y 2019, la revista financiera internacional Euromoney nombró a UBS como mejor administrador doméstico de efectivos en Suiza (en inglés: "Best Domestic Cash Manager in Switzerland").
Al final de 2018, UBS Personal & Corporate Banking (anteriormente nombrado Retail & Corporate) tenía una cartera crediticia de CHF 131 millardos. De ellos, el 74 % estaba asegurado por viviendas residenciales y el 14 % por propiedades comerciales e industriales. La red de distribución minorista y corporativa incluye no sólo 279 sucursales en Suiza, sino también 1.250 cajeros automáticos y terminales de autoservicio, así como servicios de banca digital, que dan servicio a 2,5 millones de clientes.
El principales competidor de UBS en esta área de actividad es Credit Suisse. 

### UBS Asset Management

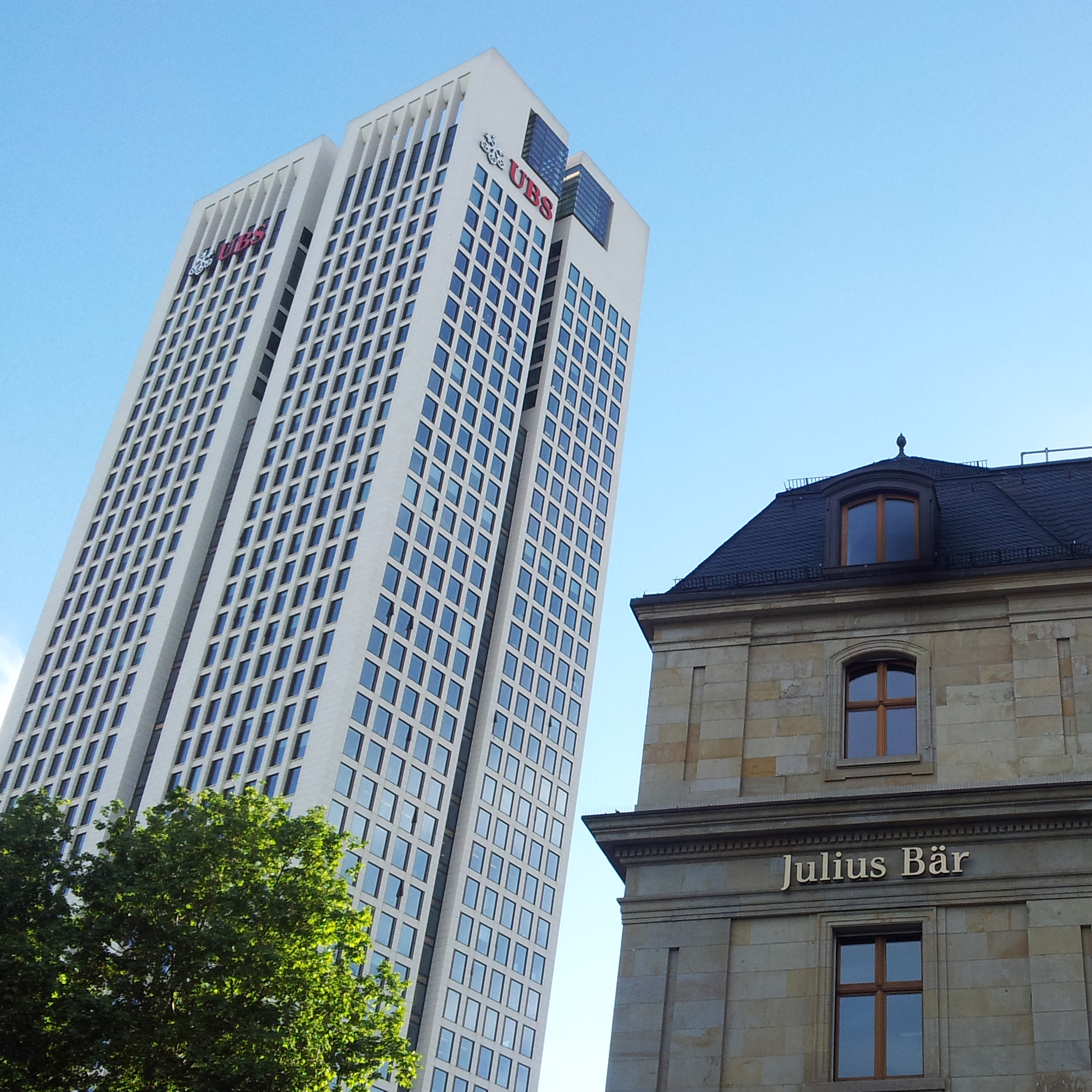
Oficinas centrales de UBS Europe SE y del banco Julius Baer en Fráncfort del Meno, Hesse

UBS Asset Management está presente en 22 países y ofrece servicios de inversión a clientes institucionales, mayoritarios y a clientes de la división Wealth Management. En 2018, el monto total de los activos invertidos por esta división era de CHF 781 millardos y los activos administrados en 2016 eran CHF 420 millardos. El 66% de estos activos provenía de clientes institucionales, mientras que el 34% de clientes mayoristas y clientes de la división Wealth Management. UBS Asset Management es la mayor gestora de fondos de inversión colectiva de Suiza, una de las principales de Europa y una de las mayores gestoras de fondos de cobertura y de inversiones inmobiliarias del mundo.
Los principales competidores de UBS en esta división son BlackRock, Vanguard Group, State Street Global Advisers (SSGA), Fidelity Investments y Allianz Asset Management (AAM).

### UBS Investment Bank
A través de sus dos unidades de negocio: Corporate Client Solutions e Investor Client Services, esta división se ocupa de servicios de asesoría para el banco de inversión, de acceso a patrimonios y a mercados de valores, de derivados y de capitales, ofrece servicios de crédito y de metales preciosos y proporciona consejo tanto a clientes privados, institucionales, corporativos, gubernamentales y fondos especulativos como a bancos pequeños, intermediarios y asesores financieros. A finales de diciembre de 2018, el personal empleado en UBS Investment Bank sumaba un total de 5.205 personas, presentes en 33 países (con oficinas principales en Chicago, Fráncfort, Hong Kong, Londres, Nueva York, Shanghái, Singapur, Tokio y Zúrich).
UBS Investment Bank ofrece servicios que cubren valores, otros productos financieros e investigación en renta variable, tasas, crédito, divisas, metales preciosos y derivados.  Dentro de la división de UBS Investment Bank, el Departamento de Banca de Inversión (IBD) proporciona una gama de servicios de asesoría y suscripción que incluyen fusiones y adquisiciones, reestructuraciones, ofertas de capital, ofertas de deuda de alto rendimiento y de grado de inversión, financiación apalancada y estructuración de préstamos apalancados, y la colocación privada de capital, deuda y derivados.  

Los principales competidores de UBS en Banca de Inversión son en particular Goldman Sachs, JPMorgan Chase, Bank of America Corporation y Morgan Stanley. 

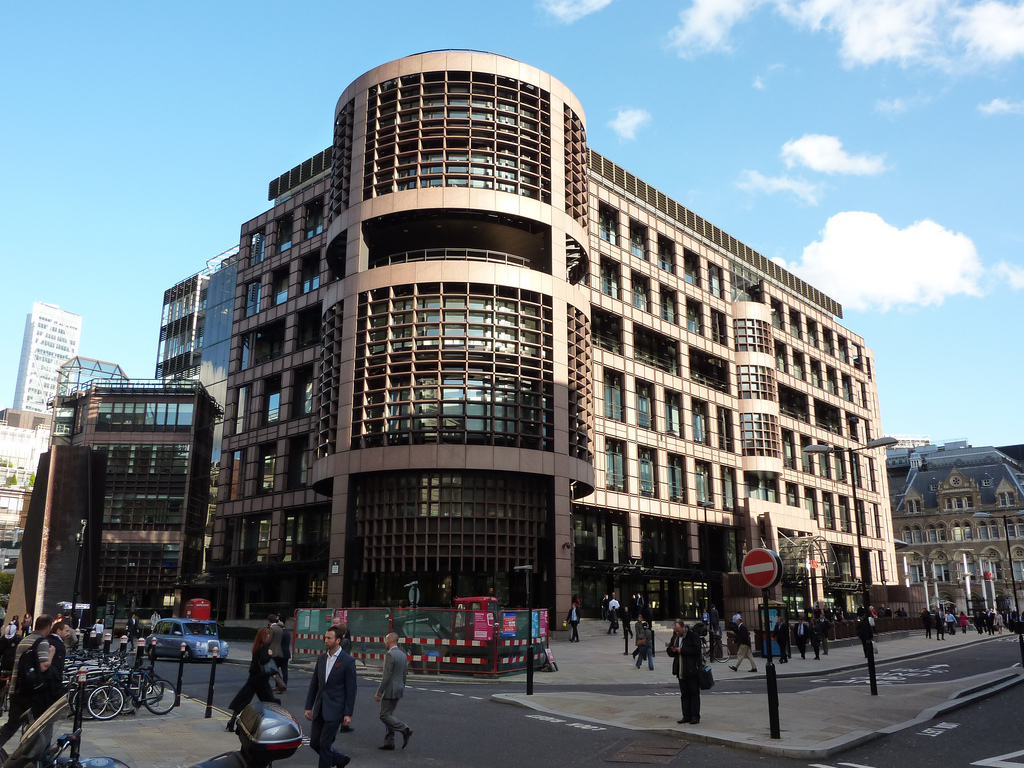
Sede principal de UBS en Liverpool Street en Londres.

### Competidores en general
Los principales bancos mundiales en competición con UBS son: Citigroup, HSBC, Deutsche Bank, Goldman Sachs, JP Morgan, Morgan Stanley, Bank of America y Merrill Lynch. A nivel nacional, UBS compite con Credit Suisse y con diferentes bancos cantonales, como la Zürcher Kantonalbank, Raiffeisen, Postfinance y Migrosbank.

## Historia

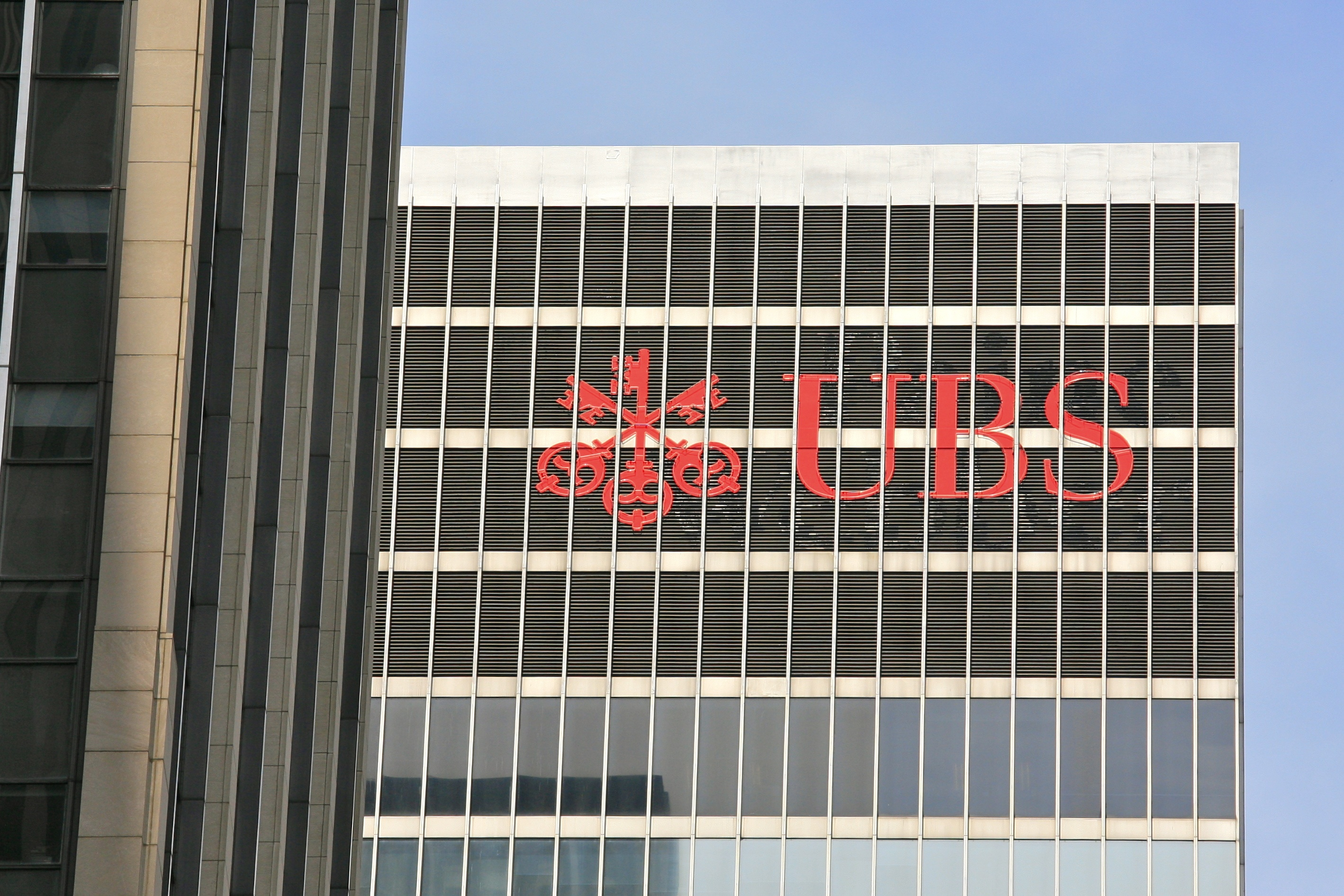
El logotipo de UBS ilustra las tres llaves, símbolo de confianza, seguridad y discreción.

La historia de UBS es larga y compleja y comprende una continua sucesión de fusiones y adquisiciones con otros bancos. En 1998, la UBS hodierna fue creada a través de la fusión de dos grandes bancos suizos: la Unión de Bancos Suizos y la Sociedad de Bancos Suizos. Todavía, la fecha oficial de la fundación de UBS es abril de 1862, cuando el Banco de Winterthur, que era uno de los dos bancos fundadores de la Unión de Bancos Suizos, fue fundado.
En 2014, el Grupo UBS (UBS Group AG) fue fundido como holding. Su logotipo fue dibujado por la ilustradora suiza Warja Honegger-Lavater y está compuesto por tres llaves que aluden a los tres valores fundamentales por UBS: confianza, seguridad y discreción. El banco utiliza este logotipo desde 1937.
El banco suizo está constituido también por otros bancos importantes, adquiridos por UBS o por sus predecesores. Entre ellos destacan: Paine Webber, Dillon Read & Co., Kidder, Peabody & Co., Phillips & Drew, S. G. Warburg & Co., Blyth, Eastman, Dillon & Co., Jackson & Curtis e Union Securities.

### Sociedad de Bancos Suizos
A continuación se propone un resumen no exhaustivo de la historia de UBS a través de la Sociedad de Bancos Suizos (SBS). 

#### Origen y primeros años (1854-1945)
La historia de UBS a través de la Sociedad de Bancos Suizos (SBS) empieza en 1854, cuando seis bancos privados se reunieron en Basilea para crear el Bankverein, un consorcio patrocinador de seis bancos miembros. En 1871, el Bankverein, junto al Frankfurter Bankverein, se transformó en una sociedad por acciones cuyo nombre era Basler Bankverein. El consorcio originario acabó por lo tanto de existir. Ese nuevo banco inició su actividad con un capital de CHF 30 millones y CHF 6 millones de capital compartido.
En 1897, después de muchas fusiones y adquisiciones, el Basler Bankverein se transformó otra vez y la Sociedad de Bancos Suizos se constituyó. En 1917, su nombre originario (en alemán: Schweizerischer Bankverein) fue finalmente transformado en Sociedad de Bancos Suizos.

#### Posguerra (1945-1998)
Después de la Segunda Guerra Mundial, en 1945, la SBS adquirió el Banco comercial de Basilea (la Basler Handelsbank), uno de los más grandes bancos suizos, que sin embargo llegó a ser insolvente al final de la guerra. En este periodo, la SBS era la primera suscriptora de obligaciones para el gobierno suizo. En los años cincuenta, la sociedad constaba de 31 filiales en Suiza y de tres filiales en el extranjero (entre ellas, Londres). En los cinco años siguientes a la guerra, la SBS llegó a multiplicar su patrimonio, alcanzando los CHF 4 millardos y en 1965 los CHF 10 millardos.
Como todas las sociedades bancarias, la historia de UBS comprende varias adquisiciones de bancos nacionales e internacionales. En 1961, la SBC adquirió el Banco popular del Valais con sede en Sion, Suiza, y el Banco popular de Sierre. En 1970, el banco abrió una sucursal en Tokio.
En 1992, la SBS adquirió la O'Connor & Associates, una empresa de negociación de opciones con sede en Chicago y la más grande creadora del mercado de cambio de opciones financieras en los Estados Unidos. La O'Connor se unió a las actividades del mercado monetario, del mercado de capitales y del mercado de divisas de la SBC para crear un mercado de capitales y de operaciones de tesorería integrados a nivel mundial.
Como se nota en el gráfico siguiente, dos años después, en 1994, la SBS adquirió la Brinson Partners, una sociedad de gestión patrimonial cuyo cargo principal era establecer el acceso de las instituciones estadounidenses al mercado mundial. Después de la adquisición, Gary P. Brinson, el fundador de Brinson Partners, fue encargado de su gestión patrimonial y, con la fusión de la SBS, fue nombrado director de inversiones (en inglés: chief investment officer) (CIO) de la división UBS Global Asset Management.
| Basler & Zürcher Bankverein (est. 1880) | \| \| Basler Bankverein (est. 1856 como Bankverein, renombrada en 1872) \| \| \| \| \| \| Zürcher Bankverein (est. 1889) \| \| \| \| |
|                                         | \| \| Basler Bankverein (est. 1856 como Bankverein, renombrada en 1872) \| \| \| \| \| \| Zürcher Bankverein (est. 1889) \| \| \| \| |
|                                         | Basler Depositenbank (est. 1882) |
|                                         | |
|                                         | Schweiz Unionbank (est. 1889) |
|                                         | |
|                                         | Basler Bankverein (est. 1856 como Bankverein, renombrada en 1872)                                                                    |
|                                         | |
|                                         | Zürcher Bankverein (est. 1889) |
|                                         | |

|  | Basler Bankverein (est. 1856 como Bankverein, renombrada en 1872) |
|  |                                                                   |
|  | Zürcher Bankverein (est. 1889)                                    |
|  |                                                                   |

|  | S. G. Warburg & Co. (est. 1946, acq. 1995) |
|  |                                            |
|  | Dillon, Read & Co. (est. 1832, acq. 1997)  |
|  |                                            |

| Basler & Zürcher Bankverein (est. 1880) | \| \| Basler Bankverein (est. 1856 como Bankverein, renombrada en 1872) \| \| \| \| \| \| Zürcher Bankverein (est. 1889) \| \| \| \| |
|                                         | \| \| Basler Bankverein (est. 1856 como Bankverein, renombrada en 1872) \| \| \| \| \| \| Zürcher Bankverein (est. 1889) \| \| \| \| |
|                                         | Basler Depositenbank (est. 1882) |
|                                         | |
|                                         | Schweiz Unionbank (est. 1889) |
|                                         | |
|                                         | Basler Bankverein (est. 1856 como Bankverein, renombrada en 1872)                                                                    |
|                                         | |
|                                         | Zürcher Bankverein (est. 1889) |
|                                         | |

|  | Basler Bankverein (est. 1856 como Bankverein, renombrada en 1872) |
|  |                                                                   |
|  | Zürcher Bankverein (est. 1889)                                    |
|  |                                                                   |

|  | S. G. Warburg & Co. (est. 1946, acq. 1995) |
|  |                                            |
|  | Dillon, Read & Co. (est. 1832, acq. 1997)  |
|  |                                            |

En 1995 siguió la compra por 1.4 millardos de dólares de S. G. Warburg & Co., uno de los principales bancos de inversión en Europa que tenía su sede principal en Londres y que se transformó en la predecesora de UBS Investment Bank. La SBS incorporó la S. G. Warburg a su banco de inversión y creó la SBC Warburg. Esta adquisición señaló un empuje importante en el sector de banco de inversión. S.G. Warburg tenía una buena reputación como banca de negocios y se había transformado en una de las bancas de inversión más respetadas en Londres. Sin embargo, la expansión de S.G. Warburg en los Estados Unidos apareció dificultosa y costosa tanto que, en 1994, las tratativas para la fusión con Morgan Stanley no terminaron exitosamente. 
En cuanto al banco de inversión estadounidense Dillon Read & Co., en 1997 la SBS pagó 600 millones de dólares para su adquisición. Fundada en 1832, la Dillon, Read & Co. gozaba de gran importancia entre los bancos de Wall Street en los años veinte y treinta del siglo XX. Este banco estadounidense negoció su venta con ING, poseedora del 25 % de la sociedad, pero sus socios rechazaron los planes de integración. La adquisición de la Dillon Read & Co. por parte de la SBS llevó a la incorporación del banco estadounidense con la SBC Warburg, que se transformó en la SBC Warburg Dillon Read.

### Unión de Bancos Suizos
A continuación se propone un resumen no exhaustivo de la historia de UBS a través de la Unión de Bancos Suizos.

#### Origen y primeros años (1862-1945)
La historia de UBS a través de la Unión de Bancos Suizos empieza a lo largo de 1862, cuando el Banco de Winterthur era operativo y se instituyó con un capital accionario inicial de CHF 5 millones. El banco de Winterthur participó activamente en el desarrollo comercial e industrial de su homónima región, tanto que, en la segunda mitad del siglo XIX, Winterthur fue declarada centro industrial de la parte norte-oriental de Suiza, gracias también a su rol fundamental desempeñado en la construcción y en la expansión del sistema ferroviario nacional.

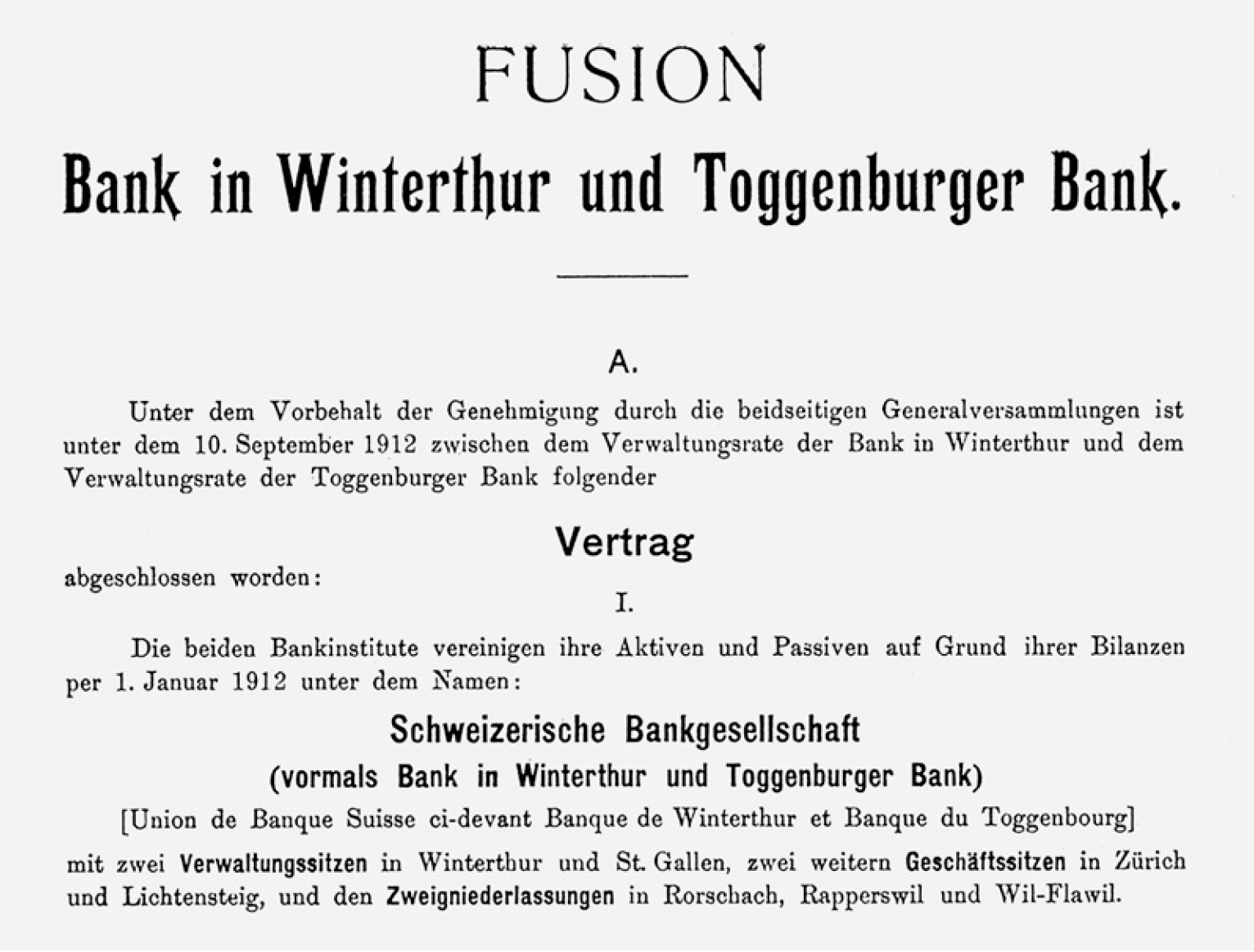
Anuncio de la fusión (Banco de Winterthur y Banco de Toggenburgo)

Un año después, en 1863, fue fundado el Banco de Toggenburgo con sede en Lichtensteig, en el Cantón de San Galo. Su capital inicial era de CHF 1.5 millones. Este banco operaba en los ámbitos del ahorro y del crédito hipotecario local y, más tarde, como banco comercial y de emisión.
La fusión de estos dos bancos: el Banco de Winterthur y el Banco de Toggenburgo, llevó en 1912 a la creación de la Unión de Bancos Suizos. El patrimonio total registrado después de esta fusión era de CHF 202 millones. En 1917, la Unión de Bancos Suizos inauguró su nuevo edificio en la Bahnhofstrasse 45, en Zúrich, que hoy sigue siendo la sede principal de UBS. Sin embargo, la Unión de Bancos Suizos trasladó su sede principal de Winterthur y de San Galo a Zúrich solamente en 1945.

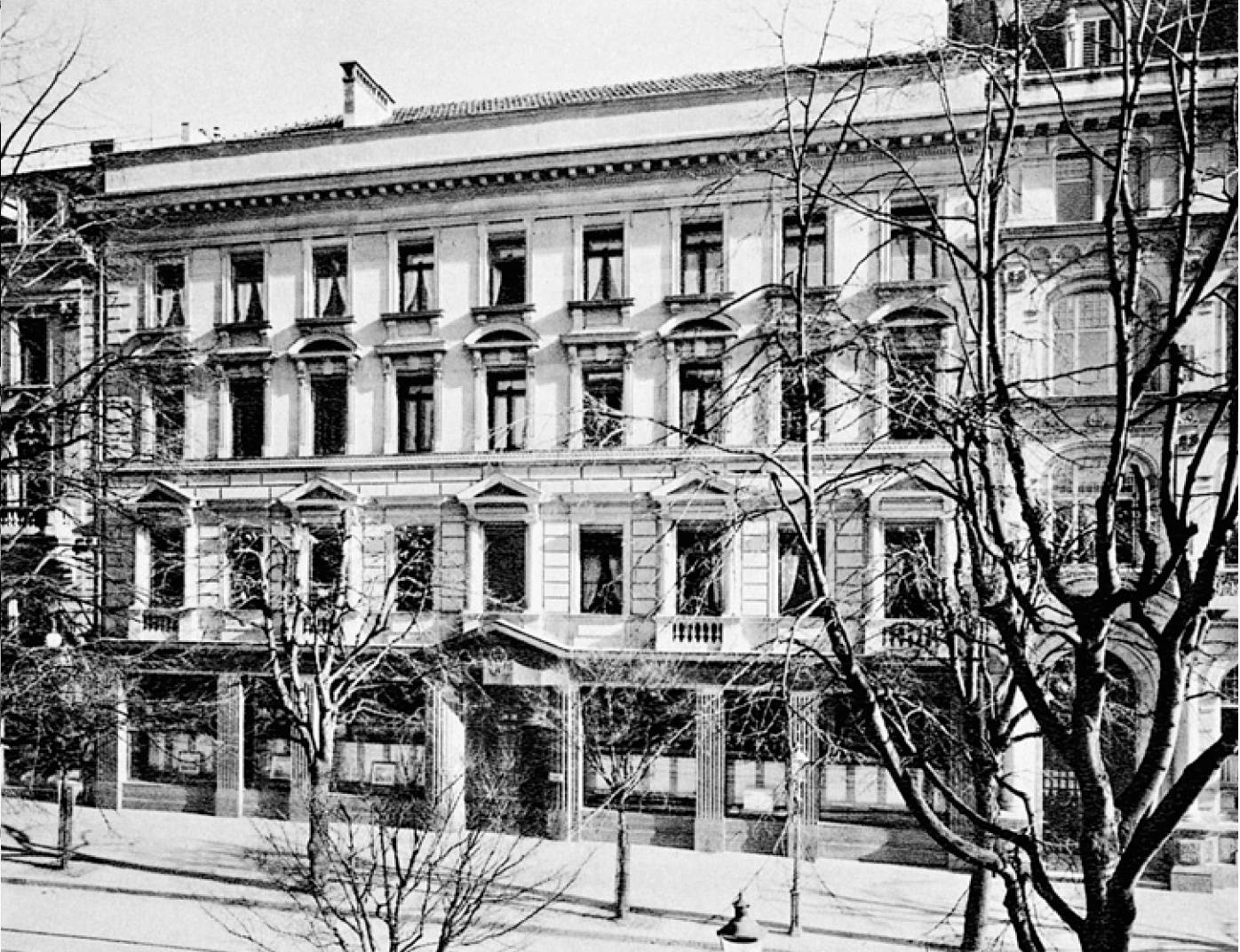
Sede principal de UBS en Bahnhofstrasse 45 en Zúrich (1912)

El estallido de la Primera Guerra Mundial en 1914 no causó un gran impacto económico en la Unión de Bancos Suizos y en la Sociedad de Bancos Suizos. Gracias a la neutralidad y a la estabilidad de Suiza, los dos bancos formaban parte del círculo helvético de los grandes bancos y llegaron aun a aumentar su número de empleados en los años veinte. Sin embargo, la Gran Depresión de 1929 impactó también al sistema financiero suizo. De hecho, la Unión de Bancos Suizos tuvo que despedir a muchos de sus colaboradores, tanto que su orgánico disminuyó de un cuarto. Su patrimonio se demedió de CHF 1 millardo en 1930 a CHF 441 millones en 1935. Lo que más gravaba sobre este derrumbe era la presencia de activos inmovilizados en el extranjero, sobre todo en Alemania, donde la inflación era altísima. Las reservas del banco se demediaron y su capital disminuyó, incluso los salarios de sus empleados.
Pocos años después, los salarios y el personal contratado empezaron a aumentar nuevamente. En el mismo año, en 1938, la Unión de Bancos Suizos fundó la Intrag, una sociedad focalizada en la gestión de fondos de inversión con sede en Zúrich. La Intrag constituyó el fondo financiero América-Canadá (en inglés: America-Canada Trust Fund - AMCA), el primer fondo de inversión suizo con cuotas de inversión flexibles.
El gráfico siguiente muestra cuáles fueron las fusiones y las adquisiciones más importantes de la Unión de Bancos Suizos:
|  | Bank in Winterthur (est. 1862) |
|  |                                |
|  | Toggenburger Bank (est. 1863)  |
|  |                                |

|  | Aargauische Kreditanstalt (est. 1872) |
|  |                                       |
|  | Bank in Baden (est. 1863)             |
|  |                                       |

|  | Schröder Brothers & Co. (est. 1846) |
|  |                                     |
|  | Münchmeyer & Co. (est. 1855)        |
|  |                                     |
|  | Frederick Hengst & Co.              |
|  |                                     |

|  | Bank in Winterthur (est. 1862) |
|  |                                |
|  | Toggenburger Bank (est. 1863)  |
|  |                                |

|  | Aargauische Kreditanstalt (est. 1872) |
|  |                                       |
|  | Bank in Baden (est. 1863)             |
|  |                                       |

|  | Schröder Brothers & Co. (est. 1846) |
|  |                                     |
|  | Münchmeyer & Co. (est. 1855)        |
|  |                                     |
|  | Frederick Hengst & Co.              |
|  |                                     |

#### Posguerra (1945-1998)
Al final de la Segunda Guerra Mundial, la Unión de Bancos Suizos y la Sociedad de Bancos Suizos consolidaron su posición adquiriendo dos grandes concurrentes: respectivamente el Banco Federal (fundado en 1863) y el Banco comercial de Basilea (fundado también en 1863), que sin embargo tenían problemas de liquidez. Con la adquisición del Banco Federal, la Unión de Bancos Suizos acrecentó su patrimonio total alcanzando los CHF 1.5 millardos. Por otro lado, la adquisición del Banco comercial de Basilea aumentó el patrimonio total de la Sociedad de Bancos Suizos hasta los CHF 2 millardos. Los dos bancos aprovecharon de la situación para mejorar su situación económica, tanto que en los años sesenta alcanzaron un patrimonio total que por primera vez superaba los CHF 10 millardos, mientras su propio capital sobrepasaba CHF 1 millardo.

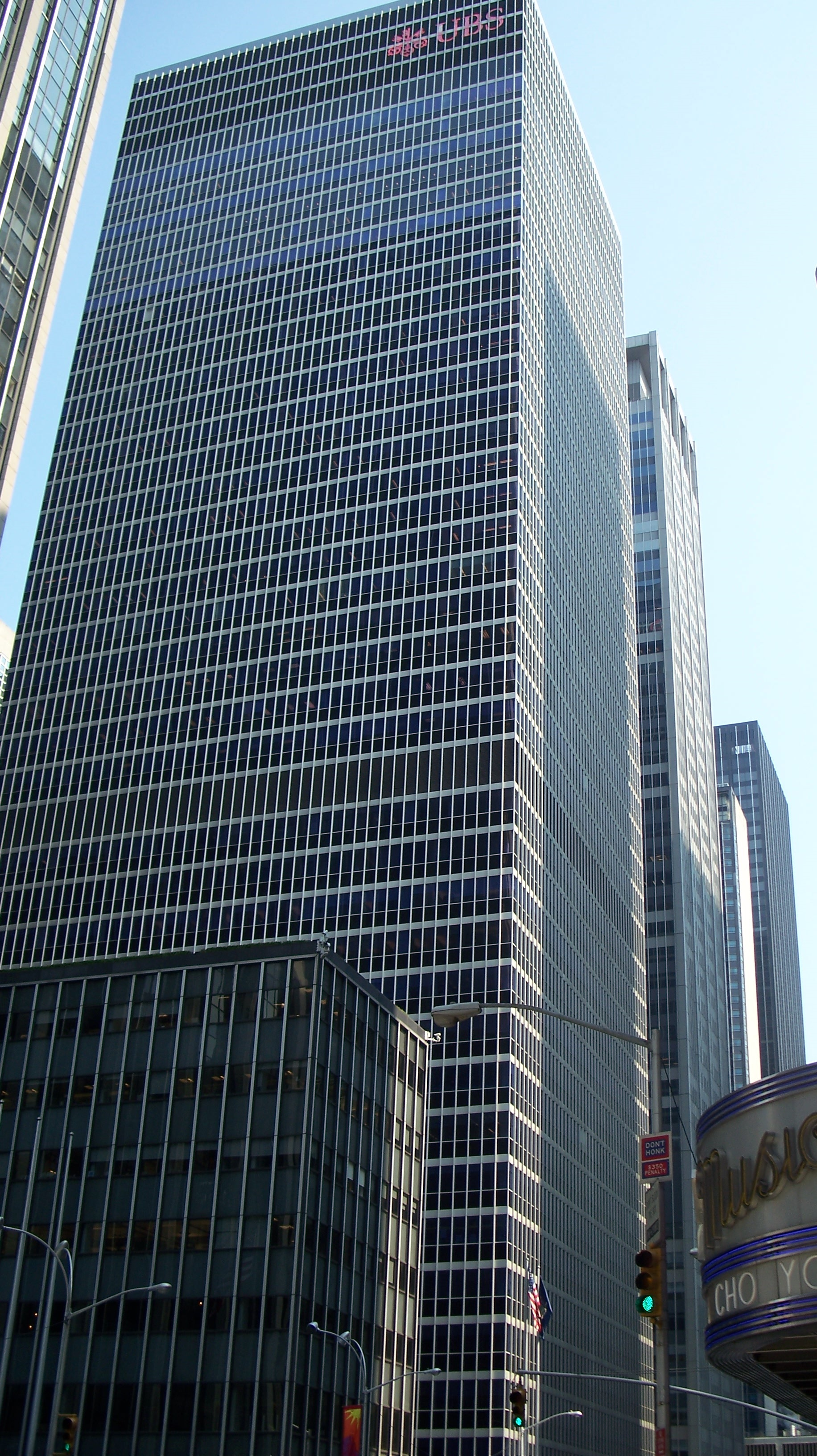
Oficina de UBS en Nueva York, en Avenue of the Americas

El Banco comercial de Basilea desempeñó un papel importante en el desarrollo económico europeo, sobre todo por lo que concierne a la electrificación. En 1896, el banco basiliense, junto a la Siemens Halske AG de Berlín, constituyó la Schweizerische Gesellschaft für elektrische Industrie (Indelec) en Basilea. Esta sociedad eléctrica financió nuevas centrales hidroeléctricas en Suiza, Europa y México, apoyando además la electrificación de capitales como París, San Petersburgo y Moscú.
En los años siguientes, tanto la UBS como la SBS adquirieron diferentes bancos suizos y abrieron nuevas filiales, adquiriendo una cuota de mercado mayor. Ambas sociedades habían mantenido siempre su posición en el podio de los tres mayores bancos suizos, cuyo primer o segundo plazo estaba ocupado por la SBS. Sin embargo, la situación cambió en 1967, cuando la Internationale Industrie- und Handelsbeteiligungen AG (Interhandel), ex holding de I. G. Chemie fundada en Basilea en 1928, se fusionó con la Unión de Bancos Suizos. Esta fusión llevó la Unión de Bancos Suizos a declararse como el mayor instituto de crédito suizo y uno entre los más fuertes de toda Europa.
La adquisición en 1986 de Phillips & Drew llevó el banco suizo a tener las bases para crear la división de UBS Global Asset Management.
El patrimonio total de la Unión de Bancos Suizos y de la Sociedad de Bancos Suizos continuó a aumentar desde el final de los años sesenta hasta el inicio de los años ochenta. Los dos bancos acrecentaron también el número total de filiales y de agencias en Suiza: la UBS tenía 159 filiales y la SBS 110. En efecto, desde el inicio de los años setenta, la UBS y la SBS están presentes en todos los continentes: Australia (en Sídney y Melbourne), Asia oriental y sudoriental (en Hong Kong, Tokio y Singapur), Sudáfrica (Johannesburgo) y en toda América (en Montreal, Chicago, San Francisco, Ciudad de México, Caracas, Bogotá, Río de Janeiro, São Paulo y Buenos Aires).
Junto a la expansión de la red de filiales, los dos bancos intentaron también mejorar su elaboración de datos. Mientras al inicio de los años sesenta tanto la Unión de Bancos Suizos como la Sociedad de Bancos Suizos eran esencialmente bancos comerciales sin hipotecas, cuentas de ahorros y cuentas sueldos, al final del decenio ambas introdujeron actividades de banco privado y minorista. La Unión de Bancos Suizos fue el primer banco en la Europa continental a instalar, en 1967, un cajero automático en el área subterránea de la estación central de Zúrich. La UBS empezó también a ofrecer las primeras cuentas de ahorros seguidas, dos años después, por cuentas bancarias y por la tarjeta de la cuenta.
Al final de los años ochenta y al principio de los noventa comenzaron a surgir problemas para el sector financiero suizo, que inició a estar bajo presión. Además de la burbuja inmobiliaria de los años ochenta, en los años noventa, la crisis de las hipotecas afectó los bancos suizos, que subieron grandes pérdidas. El número de grandes bancos suizos disminuyó de cinco a tres. Por otra parte, estos bancos sufrieron una rápida consolidación del sector financiero. Con la adquisición del Banco Leu en 1990 y del Banco Popular de Sondrio en 1993, Credit Suisse se convirtió en el banco suizo de mayor relevancia. En 1995 fue la SBS quién adquirió la S.G. Warburg en Londres, uno de los principales bancos de inversión en Europa.

### Los años 90

#### Fusión de la Sociedad de Bancos Suizos y de la Unión de Bancos Suizos
La situación de la Unión de Bancos Suizos y de la Sociedad de Bancos Suizos cambió en la mitad de los años noventa. Ambos bancos buscaron oportunidades de crecimiento afuera del mercado nacional para convertirse en institutos financieros globales. A nivel nacional, ambos institutos no gozaban de una rentabilidad suficiente y a nivel internacional no eran bastante fuertes para mantener una posición preponderante a largo plazo. Para alcanzar sus objetivos estratégicos con éxito tanto a nivel mundial como nacional, el 8 de diciembre de 1997, la Unión de Bancos Suizos y la Sociedad de Bancos Suizos, que en aquel periodo ocupaban la segunda y la tercera posición en el podio de los mayores institutos bancarios suizos, anunciaron su fusión. El nuevo banco aspiraba a ganar plazo entre los líderes mundiales del sector en todos sus segmentos de actividad: banco de inversión, gestión patrimonial institucional, banco privado y el capital riesgo o capital inversión (private equity), mientras que en Suiza miraba a la gestión de los sectores de banco comercial y corporativo.
El 29 de junio de 1998, la fusión entre la Unión de Bancos Suizos y la Sociedad de Bancos Suizos fue reconocida legalmente y la UBS AG, Zúrich y Basilea, fue constituida.
La fusión de los dos institutos bancarios suizos llevó el Banco Unido de Suiza a convertirse en el segundo banco mundial con un total de CHF 922 millardos de activos, de los cuales el 60% estará controlado por la Unión de Bancos Suizos, mientras el restante 40% por la Sociedad de Bancos Suizos. El Banco de Tokio-Mitsubishi de Japón mantuvo su primera posición en la clasificación de los diez mayores bancos mundiales. El banco se posicionó también como el primero en Europa, delante de la Deutsche Bank, que fue desplazada en tercera posición en la clasificación mundial. El capital propio de la nueva UBS era de CHF 35 millardos. Con estas cifras, UBS pudo unirse al grupo de élite de los mayores bancos de inversión globales, constituidos por las compañías estadounidenses Merrill Lynch & Co., Morgan Stanley y Goldman Sachs.
El presidente de la nueva UBS era Mathis Cabiallavetta. Las cuatro divisiones que constituían al banco eran: la gestión de patrimonio, con sede en Basilea; la gestión institucional, con sede en Chicago; los clientes privados y las empresas, en Zúrich, y la banca de negocios en Londres. Al lado de las atractivas cifras económicas que caracterizaban al nuevo gigante bancario existían también otras menos satisfactorias: se estimaba que el banco suprimió un total de 13 000 empleados, de los cuales 7000 en Suiza (1800 por despidos inmediatos) y 6000 en sus oficinas en el extranjero. Además, un tercio de sus 560 sucursales suizas fueron cerradas.

#### Fracaso del Long-Term Capital Management (LTCM)
El Long-Term Capital Management (LTCM) fue un fondo de inversión libre con sede en Estados Unidos que utilizó estrategias de retorno absoluto, como el arbitraje de ingreso fijo, el arbitraje estadístico y el comercio de pares combinados con un elevado apalancamiento. El principal fondo de inversión libre de la entidad, el Long-Term Capital Portfolio L.P., quebró en 1998 y los principales bancos de inversión estadounidenses y europeos como UBS, que habían invertido grandes capitales en ella, sufrieron unas pérdidas enormes, además de repercusiones negativas sobre su imagen y su fidelidad. En efecto, UBS perdió CHF 793 millones y todo esto sucedió antes de su fusión, el 23 de septiembre de 2015. Dado que la seguridad de todo el mercado crediticio estadounidense corría el riesgo de colapsar por la actuación de un solo fondo de inversión, el LTCM, la Junta de la Reserva Federal de los Estados Unidos, guiada por su presidente Alan Greenspan, decidió organizar un rescate financiero por parte de los mayores acreedores. UBS tuvo parte en este auxilio contribuyendo con $ 300 millones.
El primer año de actividad de UBS fue bastante decepcionante, tanto por el problema del LTCM como por los costes de integración. Sin embargo, desde el final de 1999, los resultados del banco suizo empezaron a cambiar y en 2000 UBS pudo registrar y publicar sus primeros resultados financieros sólidos, tanto que, en mayo del mismo año, UBS cotizó sus acciones nominativas globales en la Bolsa de Nueva York. Este fue el primer paso de UBS en la adquisición del intermediario estadounidense Paine Webber.
Para más informaciones véanse los siguientes libros/ artículos:
- Peter Gowan, Peter (2000). La apuesta por la globalización. La geoeconomía y la geopolítica del imperialismo euro-estadounidense. Madrid: Ediciones AKAL, S. A. pp. 161-165. ISBN 8446014270.
- Roger Lowenstein, Roger (2000). When Genius Failed: The Rise and Fall of Long-Term Capital Management.. Random House. ISBN 0-375-50317-X.
- International Financial Risk Institute (IFRI). Lessons From the Collapse of Hedge Fund, Long-Term Capital Management: The Losers.

### Los años 2000
El 3 de noviembre de 2000, UBS adquirió Paine Webber, sociedad estadounidense de intermediación que transformó el banco suizo en el banco privado más grande del mundo. Con esta adquisición, UBS cambió completamente su estrategia de expansión mundial, ya que ahora tenía una filial instalada en Estados Unidos, que representaba el mercado financiero más grande del mundo y había integrando el 58% de empleados extranjeros en su orgánico. Gracias a la adquisición de PaineWebber enseguida fue creada también la actual división de UBS Wealth Management Américas.
|  | Paine & Webber (est. 1880)   |
|  |                              |
|  | Jackson & Curtis (est. 1879) |
|  |                              |

|                                                           | Blyth & Co. est. 1914 as Blyth, Witter & Co.                                                                                                 |
|                                                           | |
| Eastman Dillon Union Securities & Co. (fusionada en 1956) | \| \| Union Securities est. 1939 como filialización de J. & W. Seligman & Co. \| \| \| \| \| \| Eastman Dillon & Co. (est. 1912) \| \| \| \| |
|                                                           | \| \| Union Securities est. 1939 como filialización de J. & W. Seligman & Co. \| \| \| \| \| \| Eastman Dillon & Co. (est. 1912) \| \| \| \| |
|                                                           | Union Securities est. 1939 como filialización de J. & W. Seligman & Co.                                                                      |
|                                                           | |
|                                                           | Eastman Dillon & Co. (est. 1912) |
|                                                           | |

|  | Union Securities est. 1939 como filialización de J. & W. Seligman & Co. |
|  |                                                                         |
|  | Eastman Dillon & Co. (est. 1912)                                        |
|  |                                                                         |

|  | Paine & Webber (est. 1880)   |
|  |                              |
|  | Jackson & Curtis (est. 1879) |
|  |                              |

|                                                           | Blyth & Co. est. 1914 as Blyth, Witter & Co.                                                                                                 |
|                                                           | |
| Eastman Dillon Union Securities & Co. (fusionada en 1956) | \| \| Union Securities est. 1939 como filialización de J. & W. Seligman & Co. \| \| \| \| \| \| Eastman Dillon & Co. (est. 1912) \| \| \| \| |
|                                                           | \| \| Union Securities est. 1939 como filialización de J. & W. Seligman & Co. \| \| \| \| \| \| Eastman Dillon & Co. (est. 1912) \| \| \| \| |
|                                                           | Union Securities est. 1939 como filialización de J. & W. Seligman & Co.                                                                      |
|                                                           | |
|                                                           | Eastman Dillon & Co. (est. 1912) |
|                                                           | |

|  | Union Securities est. 1939 como filialización de J. & W. Seligman & Co. |
|  |                                                                         |
|  | Eastman Dillon & Co. (est. 1912)                                        |
|  |                                                                         |

En 2006, UBS declaró que éste había sido el mejor año en su historia. Sin embargo, algunos meses más tarde el banco suizo registró unas graves pérdidas debido a la crisis de las hipotecas subprime.

#### La crisis de las hipotecas subprime (2007)
La crisis de las hipotecas de Estados Unidos influyó de manera muy negativa en la evolución de UBS, que durante el tercer trimestre de 2007 registró pérdidas por 400 millones y previo unas pérdidas de 481,16 millones de euros. Este hecho motivó a la empresa suiza a despedir a 1.500 empleados de la división de banca de inversión. Es en efecto en esta división, precisamente en el sector subprime estadounidense de la filial Dillon Read Capital Management, dónde se registraron ingresos negativos en las carteras de valores por un total de 2600 millones de euros. Estas serán las primeras graves pérdidas registradas después del fracaso del Long-Term Capital Management hace nueve años.
UBS fue el banco más afectado en Europa por esta crisis. Durante el 2008 los resultados negativos continuaron, tanto que en el segundo trimestre el banco suizo perdió 221 millones de euros con una consecuente reducción de sus empleados. Durante tres meses, UBS despidió a 2.387 empleados, el 3% de su fuerza de trabajo. Incluso el comité ejecutivo sufrió un recorte y vio la salida del director financiero Marco Suter, señal de una nueva reorganización de los cargos directivos y aún de las actividades financieras. Otras consecuencias fueron la huida de muchos clientes, en número superior a la entrada de dinero, junto a la separación tanto de la gestión de patrimonios como de la banca privada de la banca de inversión. Medida esta que llevó inevitablemente el banco a cerrar la división Dillon Read Capital Management.

## Gobierno corporativo

### El Comité ejecutivo y el Consejo de administración
El Comité ejecutivo es el órgano ejecutivo de UBS Group AG. Decide las estrategias del grupo y tiene la última palabra sobre su administración. Además, nombra a los miembros del Consejo de administración. Sergio P. Ermotti es su director ejecutivo.
El Consejo de administración es el órgano de gobernanza corporativa y tiene responsabilidad última para las estrategias, la administración del grupo, el nombramiento y la supervisión de su gestión ejecutiva. Axel A. Weber es su presidente.
| El Consejo de administración está compuesto por: | El Comité ejecutivo de UBS AG está compuesto por: |
| --- | --- |
| - Axel A. Weber (Presidente del Consejo de Administración) - David Sidwell (Vicepresidente y Director Independiente Senior) - Jeremy Anderson - William C. Dudley - Reto Francioni - Fred Hu - Julie G. Richardson - Isabelle Romy - Robert W. Scully - Beatrice Weder di Mauro - Dieter Wemmer - Jeanette Wong - Markus Baumann (Secretario) | - Sergio P. Ermotti (Director ejecutivo, CEO) - Christian Bluhm (Director de riesgos, CRO) - Markus U. Diethelm (Consejero general) - Kirt Gardner (Director financiero, CFO) - Suni Harford (Presidente de Asset Management) - Robert Karofsky (Copresidente de Investment Bank) - Sabine Keller-Busse (Director de operaciones, COO, y Presidente UBS Europe, Middle East and Africa) - Iqbal Khan (Copresidente Global Wealth Management) - Edmund Koh (Presidente de UBS Asia Pacific) - Axel P. Lehmann (Presidente Personal & Corporate Banking and President UBS Switzerland) - Tom Naratil (Copresidente Global Wealth Management y Presidente de UBS Américas) - Piero Novelli (Co-President de Investment Bank) - Markus Ronner (Director de Cumplimiento y Gobierno Corporativo) |

### Accionistas
Los accionistas más importantes de UBS Group AG son (según datos del 31 de marzo de 2017):
| Nombre accionista                      | Número de acciones | Porcentaje |
| -------------------------------------- | ------------------ | ---------- |
| UBS Securities LLC                     | 143,792,090        | 3.94       |
| Norges Bank Investment Management      | 127,802,811        | 3.44       |
| Capital Research Global Investors      | 109,253,107        | 2.94       |
| Credit Suisse First Boston             | 90,648,178         | 2.44       |
| The Vanguard Group, Inc.               | 78,500,207         | 2.11       |
| UBS Asset Management, Basel and Zúrich | 45,313,917         | 1.22       |
| Artisan Partners LP                    | 44,564,546         | 1.21       |
| BlackRock Fund Advisors                | 43,925,565         | 1.21       |
| Dodge & Cox                            | 43,113,727         | 1.16       |
| Credit Suisse AG                       | 41,928,994         | 1.13       |
| Fisher Asset Management, LLC           | 37,527,776         | 1.01       |
| Harbor Capital Advisors Inc.           | 34,595,474         | 0.93       |
| FMR, LLC                               | 34,230,145         | 0.92       |
| Zurcher Kantonalbank                   | 33,072,391         | 0.89       |
| Wellington Management Company          | 32,689,266         | 0.88       |
| Deutsche Bank Asset Management         | 19,457,644         | 0.53       |
| Allianz Global Investors               | 17,687,181         | 0.48       |
| Goldman Sachs Asset Management, L.P.   | 16,087,210         | 0.44       |
| Schroder Investment Management         | 15,988,129         | 0.43       |

## Responsibilidad social corporativa
En enero de 2010, UBS publicó un código de conducta y de ética profesional. El código trata temas como el crimen financiero, la competitividad, la confidencialidad, los derechos humanos y las cuestiones ambientales. Además, enumera las sanciones que podrían aplicarse cuando los empleados violan las normas del código. Según Kaspar Villiger, expresidente de la junta directiva, y Oswald J. Grübel, ex director ejecutivo del grupo, el código representa una “parte integrante del cambio en el modo de operar de UBS”.
En 2011, UBS amplió su base de datos para incluir informaciones sobre cuestiones ambientales y sociales suministradas por RepRisk, una sociedad de investigación y análisis sobre riesgos ambientales, sociales y de gobernanza (ESG). Este instrumento permite reducir los riesgos ambientales y sociales que pueden tener un impacto negativo sobre la reputación del banco o su desempeño financiero; facilita la estandarización a nivel mundial y la implementación sistemática de los procesos de diligence de UBS. Los datos de RepRisk se utilizan también en el proceso de on-boarding para evaluar potenciales clientes y socios comerciales, para la revisión periódica de los clientes y para evaluar los riesgos vinculados a las transacciones del banco de inversión.

## Investigación y desarrollo

### Blockchain
UBS ha sido uno de los primeros en adoptar el uso de la tecnología de blockchain en los servicios financieros. En abril de 2015, UBS abrió un laboratorio de innovación en el espacio del acelerador tecnológico Level39 en Londres.
En agosto de 2016, UBS anunció que se asociará con BNY Mellon, Deutsche Bank, Banco Santander, la compañía de corretaje ICAP y la compañía fintech Clearmatics para promover la "Utility Settlement Coin" (USC) de UBS. El USC es una moneda digital basada en blockchain que las instituciones financieras podrían utilizar para realizar transacciones de valores entre sí, pasando por alto los procesos de liquidación tradicionales que se están ejecutando.

### Inteligencia artificial
En 2018, UBS clonó digitalmente a Daniel Kalt, uno de sus principales economistas. El experto en inteligencia artificial FaceMe fue contratado para crear un avatar interactivo de Kalt que puede reunirse con los clientes a través de la pantalla de televisión. Los clientes podrán hacer preguntas y recibir respuestas, gracias a la tecnología de inteligencia articicial de Watson de IBM.

## Espónsor
UBS patrocina diferentes competiciones deportivas y exposiciones mundiales de arte, entre las cuales destacan la Fórmula 1 y el arte contemporáneo. UBS apoya también eventos nacionales y regionales con plataformas dedicadas al deporte y a la cultura.

### Deporte
UBS patrocina diferentes eventos deportivos, especialmente los torneos de golf y de hockey sobre hielo, pero se ocupa también de:
- Abierto de Hong Kong de Golf
- Athletissima
- Course de l'Escalade
- Course Sierre-Zinal
- Fórmula 1
- Gala dei Castelli
- Museo Olímpico (Lausana)
- Spengler Cup Davos
- Swiss Olympic
- UBS Kids Cup
- Weltklasse Zürich

### Cultura
UBS se ocupa de patrocinar eventos relacionados con el arte contemporáneo y la música clásica, apoya festivales de cine y festivales de música, fundaciones y óperas. En Suiza, UBS patrocina fundaciones benéficas, como la Fundación UBS para la Cultura y la Fundación UBS para Cuestiones Sociales y de Formación. Entre ellas, hay:
- 12 Rooms 12 Artists
- Art Basel, Basilea (Suiza)
- Art Basel Hong Kong
- Art Basel Miami Beach
- Artgèneve, Ginebra (Suiza)
- Ballett Zürich, compañía de ballet residente en el Teatro de ópera de Zúrich, Suiza
- Compañía de Teatro de Sídney, Australia
- Deichtorhallen en Hamburgo (Alemania)
- Festival de Bregenz (Bregenzer Festspiele, en alemán), Austria
- Festival Casals de Puerto Rico
- Festival Internacional de Cine de Locarno, Suiza
- Festival de Jazz de Montreux, Suiza
- Festival Lago de Thun[68] (Thunerseespiele, en alemán), Suiza
- Festival de Lucerna, Suiza
- Festival de Música de Pekín, China
- Festival de Música de Rheingau, Alemania
- Festival de Ravinia,[69] Illinois (Estados Unidos)
- Festival de Verbier de música clásica, Verbier (Suiza)
- Fundación Beyeler, Suiza
- Fundación Mozarteum Internacional, Salzburgo (Austria)
- Fundación Pierre Gianadda, Martigny (Suiza)
- Galería de Arte Moderno de Milán, Italia
- Galería de Arte de Nueva Gales del Sur (Art Gallery of New South Wales, en inglés), Sídney, (Australia)
- Instituto Suizo de Arte Contemporáneo de Nueva York (Swiss Institute / Contemporary Art New York), Estados Unidos
- La Nuit des images, festival al aire libre en el museo fotográfico Museo del Elíseo (Musée de l'Élysée, en francés), Lausana (Suiza)
- Lugano Arte y Cultura (Lugano Arte e Cultura LAC, en italiano) sede del festival «LuganoMusica», Lugano (Suiza)
- Museo Louisiana de arte moderno en Copenhague (Dinamarca)
- Nuevo Museo Nacional de Mónaco
- Orquesta del Festival de Lucerna, Lucerna (Suiza)
- Orquesta Sinfónica de Boston, Massachusetts (Estados Unidos)
- Orquesta Sinfónica de Londres, Reino Unido
- Orquesta Sinfonietta de Basilea, Suiza
- Sabores Tesino
- Sun Festival de Singapur
- Teatro de ópera de Zúrich, Suiza
- Utah Simphony, orquesta con sede en Salt Lake City, Utah (Estados Unidos)

## Controversias

### Embargos comerciales de EE. UU. (2003-2004)
El 10 de mayo de 2004, UBS fue multado con 100 millones de dólares por la Reserva Federal de Estados Unidos por una serie de transferencias ilegales de fondos a Cuba, Irán y otros países sometidos a embargo comercial por EE. UU., realizadas desde una cuenta abierta por la Reserva Federal en UBS.

### Tráfico de armas y blanqueo de capitales en India (2003-2011)
UBS estuvo implicado en un caso de lavado de dinero perteneciente a Adnan Khashoggi, un traficante de armas saudí que se valía de un ciudadano de la India para blanquear dichos ingresos ilícitos. Este ciudadano indio, Hasan Ali Khan, dueño de un criadero de caballos en Pune, fue arrestado en 2011 por las autoridades de su país, y se le acusó de actuar como testaferro para Khashoggi. Tanto Khan como Kashinath Tapuriah, un empresario de Calcuta, fueron imputados en aplicación del Acta de Prevención del Blanqueo de Capitales de la India. En 2003, Khan (que había contactado con UBS a través de Khashoggi en 1982) ayudó presuntamente a Kashoggi a blanquear 300 millones de dólares depositados en cuentas bancarias en Estados Unidos, para lo que empleó los servicios de una sucursal de UBS en Zúrich; se sospechaba que el dinero procedía de las operaciones de tráfico de armas de Kashoggi. Tras demostrarse que estas sospechas eran ciertas, se procedió a congelar una de las cuentas del saudí.
El periódico India Today informó de que Khan tenía presuntamente 8 mil millones de dólares en dinero negro en una cuenta en UBS. India Today aseguró que había verificado estas cifras gracias a una carta escrita por UBS Zúrich. Por su parte, el gobierno indio declaró que había comprobado la existencia de esta cuenta en UBS.
UBS desmintió los informes de los medios de comunicación de la India que lo relacionaban con Hasan Ali Khan y/o afirmaban que poseía cuentas y activos pertenecientes al empresario indio. Cuando los gobiernos de la India y Suiza solicitaron al banco que se pronunciase sobre el asunto, UBS declaró que los documentos que lo relacionaban con Kashoggi, así como los informes de los medios de comunicación anteriormente mencionados, eran falsos.

### Evasión fiscal en Alemania (2004-)
UBS Alemania SA fue investigada por las autoridades judiciales de Mannheim, Alemania, después de que una investigación de la Hacienda alemana destapase sospechosas transferencias de fondos de Alemania a Suiza, presuntamente realizadas por la sucursal de UBS Alemania en Fránkfurt. Concretamente, se investigó la complicidad de UBS en múltiples casos de evasión fiscal en los que estaban implicados ciudadanos alemanes. En aquel entonces, se llegó a pensar que dicha investigación reduciría las probabilidades de que Alemania y Suiza firmasen un acuerdo de colaboración en materia fiscal.
Los investigadores de la Hacienda alemana llevaron a cabo una redada en las oficinas de UBS Alemania en mayo de 2012, que se saldó con la confiscación de más de 100 000 documentos físicos y archivos informáticos. Esta documentación fue utilizada como prueba en la investigación anteriormente mencionada. El banco, que afirma estar colaborando con los investigadores, declaró que "una investigación interna de los alegatos de irregularidades no detectó indicios de conducta irregular alguna por parte de los empleados de UBS Alemania SA."
En julio de 2014, UBS abonó una sanción de aproximadamente 400 millones de dólares estadounidenses, después de que las autoridades judiciales de Bochum lo acusasen de evasión fiscal.

### Tala ilegal y blanqueo de capitales en Malasia (2006-)
En junio de 2017, las autoridades suizas estaban investigando a UBS por blanquear presuntamente 90 millones de dólares, vinculados a la tala ilegal y a altos funcionarios corruptos del gobierno malasio.

### Papeles de Panamá (2016-)
Varios bancos (UBS, Barclays, HSBC, Deutsche Bank) y personas famosas estaban involucradas en una trama de corrupción destapada en 2016, que se dedicaba a realizar operaciones financieras secretas en paraísos fiscales. La prensa bautizó a esta trama como "los Papeles de Panamá".